# Бельвит
Бельвит (фр. Ruisseau de Belvitte) — река во Франции. Длина — 19 км.
Находится на северо-востоке страны в Лотарингии в основном в департаменте Вогезы и около 1 км в департаменте Мёрт и Мозель. Бельвит впадает в реку Мортань у села Маньер.